# DOLLS (Janne Da Arcの曲)
「DOLLS」（ドールズ）は、日本のヴィジュアル系ロックバンド・Janne Da Arcの19作目のシングル。

## 概要
- 前作「Kiss Me」から約1ヶ月ぶり、メジャーデビュー5周年記念3週連続シングルの第1弾作品。5万枚限定の390円で発売された[1]。
- 「FREEDOM」以来2作ぶりのノンタイアップシングルとなった。
- コピーコントロールCD規格の5万枚限定生産盤と、CD-DA規格のアンコール永続仕様盤の2形態で発売された。なお、アンコール永続仕様盤は表題曲のみの収録となっている。
- オリコンチャート初登場7位を獲得。3作連続でのトップ10入りを果たした。また、「Rainy〜愛の調べ〜」以来4作ぶりに日本レコード協会からゴールド認定された。

## 収録曲
1. DOLLS
作詞・作曲：yasu
編曲：Janne Da Arc
2. マリアの爪痕 -Live at Hirakata West High School November 18th,2003- [4:50]
作詞・作曲：yasu
編曲：Janne Da Arc、岡野ハジメ
2003年11月18日、統廃合に伴い閉校したメンバーの出身校・大阪府立枚方西高等学校にて開催されたシークレットライブからのライブ音源。5万枚限定生産盤にのみ収録されている。

## 参加ミュージシャン
Janne Da Arc
- yasu：Vocal
- you：Guitar
- ka-yu：Bass
- kiyo：Keyboards
- shuji：Drums

## 収録アルバム
- ARCADIA (#1)
- SINGLES 2 (#1)
- Janne Da Arc MAJOR DEBUT 10th ANNIVERSARY COMPLETE BOX (#1)